# Clare Castle

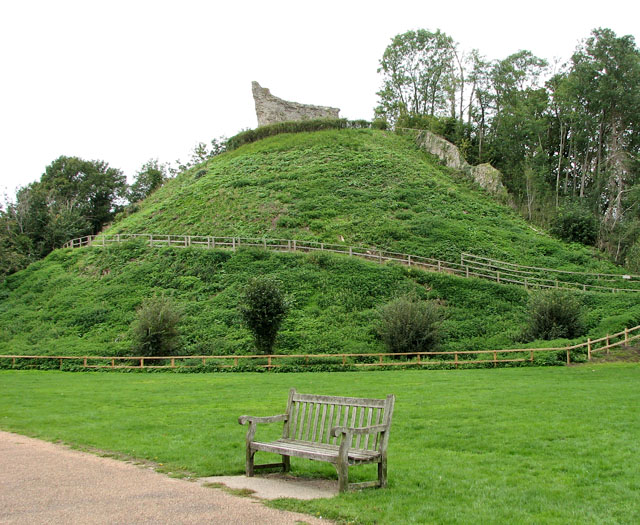
Mound von Clare Castle

Clare Castle ist eine Burgruine in der Kleinstadt Clare in der englischen Grafschaft Suffolk. Die Motte ließ Richard FitzGilbert kurz nach der normannischen Eroberung Englands bauen; später wurde sie in verbesserter, steinerner Bauweise neu errichtet. Im 14. Jahrhundert wohnte dort Elizabeth de Clare, damals eine der reichsten Frauen Englands, und unterhielt auf der Burg einen großen Haushalt. Dann fiel Clare Castle an die Krone und im 16. Jahrhundert war es bereits eine Ruine. 1867 wurde die Great Eastern Railway durch das Burggelände gebaut, wodurch es weiter beschädigt wurde. Die Überreste der Burg sind heute Teil des Stadtparks und gelten als Scheduled Monument. English Heritage hat sie als Bauwerk II*. Grades gelistet.

## Geschichte

### 11. bis 13. Jahrhundert
Bald nach der normannischen Eroberung Englands wurde Richard FitzGilbert von Wilhelm dem Eroberer zum Baron erhoben. Er erhielt zwei Ländereien zu Lehen, erst in Kent und später in Suffolk und Essex. FitzGilbert ließ zwei neue Burgen erbauen, um seine neuen Ländereien zu verteidigen: Tonbridge Castle in Kent und dann Clare Castle in Suffolk. Das genaue Datum der Baufertigstellung ist nicht bekannt, die erste urkundliche Erwähnung von Clare Castle stammt aus dem Jahr 1090. Im 11. Jahrhundert war Suffolk einer der am schnellsten aufstrebenden Landesteile.

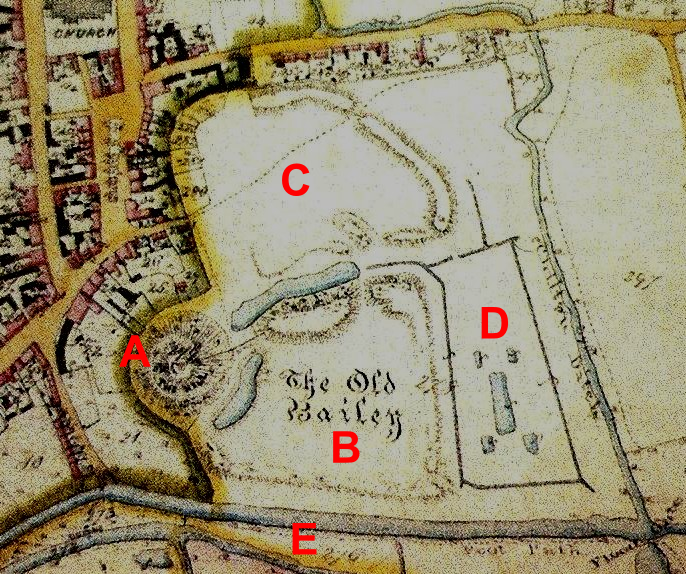
Zehntplan von Clare Castle 1846: A – Mound und Donjon; B – Kernburg; C – Vorburg; D – Lage der früheren Wassergärten; E – „New Cut“ (River Stour)

Clare Castle wurde zwischen dem River Stour und dem Chilton Stream als Motte mit Kernburg und Vorburg erbaut. Der Mound hat an seiner Basis einen Durchmesser von 259 Metern und ist 30 Meter hoch. Oben hat er einen Durchmesser von 19 Metern. Die beiden Burghöfe nördlich und östlich des Mounds waren durch tiefe Gräben und steile Palisaden geschützt; ein Damm oder eine Zugbrücke verbanden Kern- und Vorburg; die Kernburg war zusätzlich durch eine Biegung des Chilton Stream geschützt.
Die Burg entstand an der Stelle eines früheren angelsächsischen Herrenhauses, vermutlich um zu zeigen, dass die Macht der Normannen die der früheren Herren ersetzt hatte. Burgen wie diese wurden Caput genannt und, wie der Geschichtswissenschaftler Robert Liddiard beschreibt, „repräsentierten und reflektierten sie neben ihren Verteidigungsaufgaben Rang und Würde des Herren“. Die Burg war von drei mittelalterlichen Rehparks umgeben, darunter dem Great Park in Hundon, der 1090 angelegt wurde. Wie viele andere größere Burgen war Clare Castle mit einem örtlichen religiösen Haus verbunden: Richard de Clare gründete 1249 die Clare Priory und sie wuchs und beherbergte schließlich 29 Ordensbrüder.
Ein neuer Donjon wurde gebaut, vermutlich im 13. Jahrhundert. Dieser war vieleckig mit vierzehn dreieckigen Strebewerken, die 1,8 Meter dicke Mauern stützten. Die Kernburg wurde mit 6–9 Meter hohen Steinmauern auf früheren Erdwällen verstärkt; Mauern und Donjon wurden aus Feuerstein und Bruchstein gebaut. Die Burg wurde in dieser Zeit nach dem Castle-Guard-System bemannt, wobei Land an örtliche Lehensleute vergeben wurde, die im Gegenzug Ritter und Soldaten zum Schutz der Burg stellen mussten.

### 14. Jahrhundert

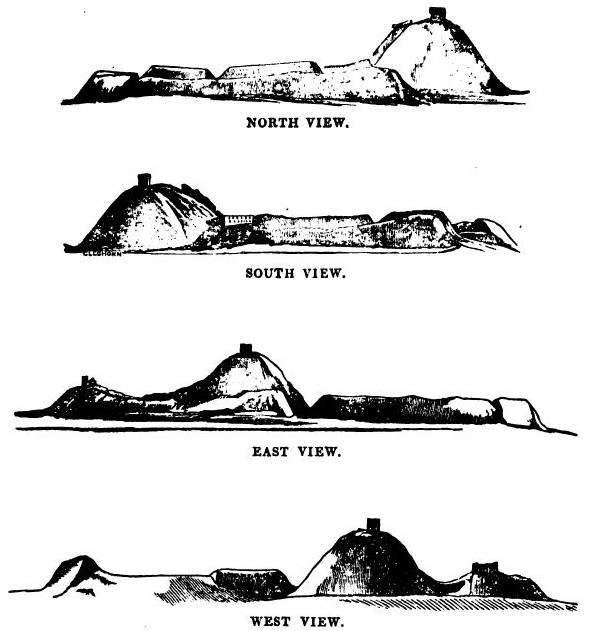
Clare Castle Mitte des 19. Jahrhunderts

Anfang des 14. Jahrhunderts, vor dem Ausbruch der Pest, hatte die Siedlung Clare eine Bevölkerungszahl von 600. Die De Clares besaßen weiterhin Ländereien in ganz England, aber in Suffolk konzentrierten sich ihre Besitzungen rund um Clare Castle. Die Burg wurde in der De-Clare-Familie in männlicher Linie weitervererbt, bis Gilbert de Clare 1314 in der Schlacht von Bannockburn fiel und das Anwesen somit an seine Schwestern fiel. Elizabeth de Clare, deren Gatte John de Burgh im Jahr vorher gestorben war, erhielt die Burg; zusammen mit den von ihrem Gatten ererbten Ländereien machte sie dies zu einer der reichsten Frauen in England. Elizabeth de Clare nutzte Clare Castle 1322–1360 als Hauptwohnsitz.
Die Burg war damals gut entwickelt. Man konnte sie durch drei Tore im weiteren Anwesen, genannt Nethergate, Redgate und Dernegate, betreten. Die Burg selbst hatte vier steinerne Türme, die den Eingang zur Kernburg und zum Donjon bewachten; sie hießen Auditorstower, Maidenstower, Constabletower und Oxfordtower. Elizabeth de Clare ließ 1346–1347 eine Schlafkammer für sich selbst errichten. Ein großer Wassergarten, der einen Teil des Burggrabens im Osten bildete, existierte in dieser Zeit auf der Burg; er hatte möglicherweise einen Springbrunnen und besaß vermutlich eine geometrische Form, möglicherweise ähnlich dem Garten der nahegelegenen St Benet’s Abbey in Norfolk. Weinberge und Streuobstwiesen umgaben das Anwesen. Die drei Rehparks der Burg wurden gut genutzt und als Teil des örtlichen Zuchtprogramms wurden die Rehe zwischen ihnen hin- und hergetrieben, wenn sie älter wurden.
Burg und Anwesen unterstützten einen luxuriösen, reichen Lebensstil ihrer Besitzer – Elizabeth de Clare hatte ein jährliches Einkommen von etwa £ 3500, wovon das meiste zum Betrieb ihres Haushaltes auf Clare Castle benötigt wurde. Über £ 1750 benötigte man für Speisen und Getränke, darunter Luxusartikel wie Schwäne, Lachs und deutscher Wein. Einige Güter konnte man vor Ort einkaufen, andere, wie Pelze, Gewürze, Kleidung und Wein, wurden für die Burg von internationalen Messen importiert, die in Bury St Edmunds, Colchester, Ipswich, London, King’s Lynn und Stourbridge abgehalten wurden. Zum Personal von Clare Castle gehörten Falkner, Schneider, Kaplane und Goldschmiede, unterstützt, soweit nötig, durch 30 Ritter und Schildknappen. Der Bäcker der Burg konnten 2360 Laib Brot an einem Tag herstellen, und durchschnittlich 41 Hektoliter Bier wurden alle fünf Tage gebraut.

### 15. bis 21. Jahrhundert

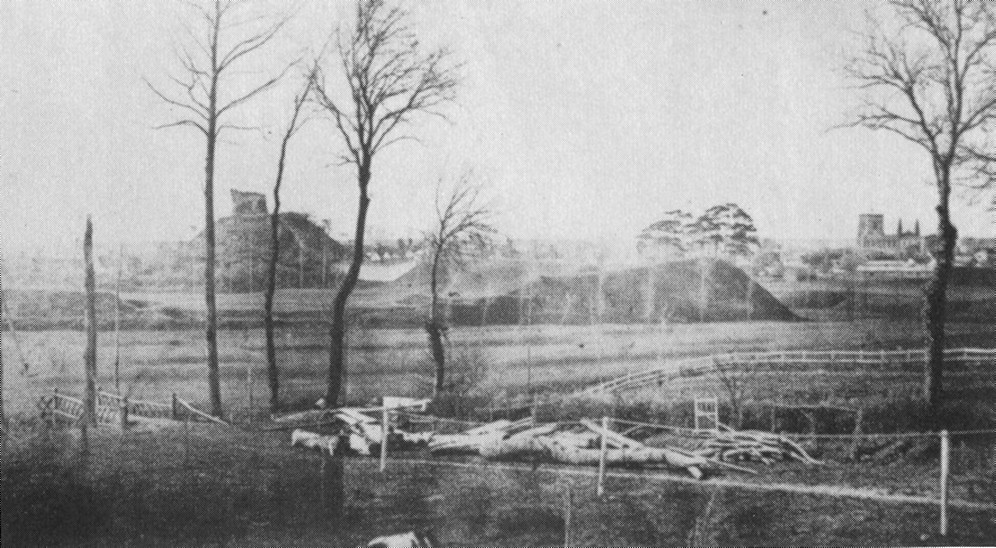
Foto von Clare Castle von Süden 1860, kurz vor der Zerstörung der Kernburg durch den Bau der Great Eastern Railway

Nach dem Tod Elizabeths de Clare fiel die Burg durch Heirat an die Familie Mortimer aus Wigmore. Als Sir Edmund Mortimer die Burg 1405 erhielt, bezeichneten seine Zeitgenossen sie als „in gutem Zustand und gut ausgestattet.“ In den darauf folgenden Jahren waren die Mortimers stark in den Rosenkriegen engagiert; nach Edmund Mortimers Tod 1425 fiel die Burg an Richard of York und dann in der Folge, über seinen Sohn, König Eduard IV., an die Krone.
Die Burg verfiel in dieser Zeit. Das Mauerwerk hatte man vermutlich als Baumaterial abgetragen, da es in diesem Teil Englands von alters her wenig geeignete Bausteine gab. König Eduard VI. gab die Burg Sir John Checke zu Lehen, bis sie an Königin Maria I. zurückfiel. Nach Königin Maria erhielt die Burg Sir Gervase Elwes, dessen Familie sie bis ins 19. Jahrhundert behielt. Irgendwann nach 1720 wurden die bis dahin erhaltenen östlichen und südlichen Mauerteile der Kernburg zerstört.
1867 wurde die Zweigbahn der Great Eastern Railway nach Cambridge und Colchester durch das Burggelände gebaut, wobei sie genau durch die Kernburg verlief, sodass diese größtenteils zerstört wurde, um Platz für einen neuen Bahnhof zu schaffen. Die Zweigbahn wurde 1967 als Teil der Beeching-Axt geschlossen.
Die Burgruine besteht heute aus einem Mound, auf dem noch ein Teil des Donjons steht, und Erdwerken der Vorburg; Fragmente der steinernen Mauer der Kernburg sind ebenfalls noch zu sehen. Der aufgelassene Bahnhof Clare Station, der Lagerhof und das Burggelände wurden in einen Landschaftspark umgewandelt, der von Wasser in den alten Burggräben durchflossen wird. Diesen Clare Castle Country Park durchzieht der Stour Valley Path. Der Park wurde im Juni 1972 eröffnet, nachdem 6,1 Hektar Land von ‘’Anthony de Fontblanque’’ gespendet und 1,8 Hektar Land von der Eisenbahngesellschaft für £ 10.000 gekauft worden waren. 2014 wurden Donjon und Kurtine mit Hilfe von English Heritage umfangreich gefestigt. Am Donjon wurden zwei der bis heute erhaltenen Zinnen neu verputzt und gedeckt; ein Spazierweg wurde neu angelegt und ein Fahnenmast an der Außenmauer angebracht. Im März 2015 ging die Verwaltung des Parks vom Suffolk County Council an das Clare Town Council über. Ein gemeinnütziger Verein betreibt den Clare Castle Country Park mit Hilfe von Freiwilligen für die Stadtverwaltung. Die Burgruine gilt als Scheduled Monument und wurde als historisches Gebäude II*. Grades gelistet.